# Constante de Avogadro
| Valor de NA              | Unidad     |
| ------------------------ | ---------- |
| 6,022 140 76 × 1023      | mol−1      |
| 2,731 597 34(12) × 1026  | (lb-mol)−1 |
| 1,707 248 434(77) × 1025 | (oz-mol)−1 |

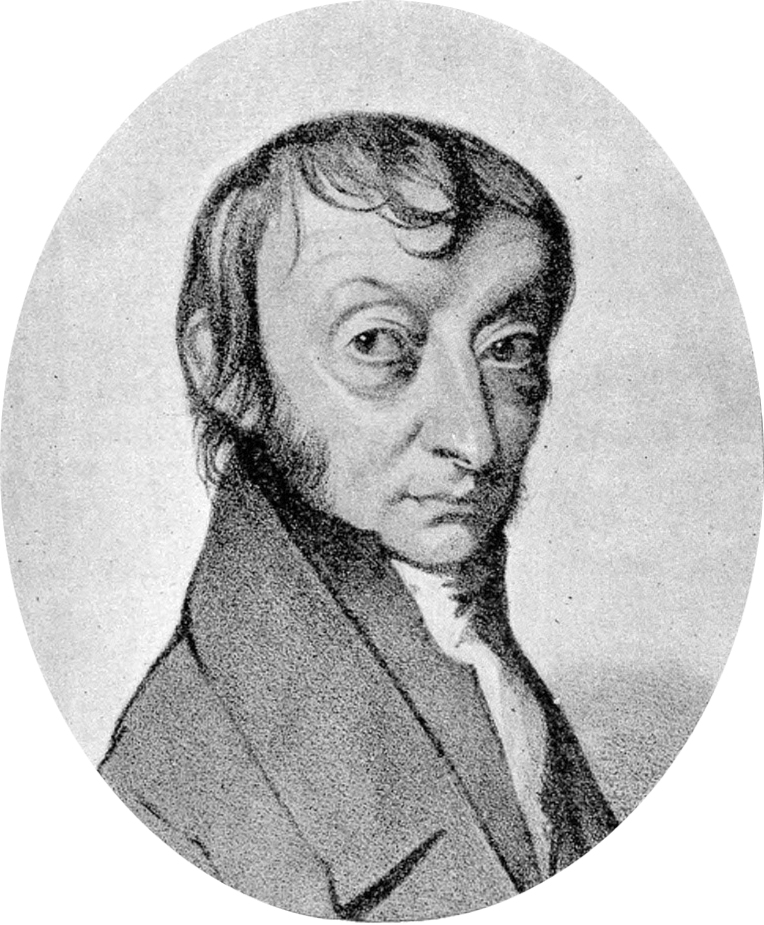
Amedeo Avogadro, Conde de Quaregna y Cerreto (Turín, - ib.,), fue un físico y químico italiano, profesor de Física de la Universidad de Turín desde 1820 hasta su muerte.

Desde la revisión efectuada en la 26.ª Conferencia General de Pesas y Medidas (CGPM) celebrada en el año 2018 la constante de Avogadro (símbolos: L, NA) tiene un valor exacto definido como 6,022 140 76 ×1023 mol−1. El número de Avogadro (símbolo: N0) equivale a la cantidad de 6,022 140 76 ×1023 expresada en notación científica, esto es 602 214 076 000 000 000 000 000 (seiscientos dos mil doscientos catorce trillones setenta y seis mil billones de unidades, una cifra mucho mayor que el número de granos de arena en todas las playas de la Tierra).
La constante de Avogadro es el factor de proporcionalidad entre el número de partículas o entidades elementales y la cantidad de sustancia. Al dividir la cantidad de entidades elementales, cualesquiera que sean, entre la constante de Avogadro se obtiene la cantidad de sustancia. Así, por ejemplo:
{\displaystyle 1\ \mathrm {mol} ={\frac {6,02214076\times 10^{23}}{N_{A}}}}
Definiciones anteriores de cantidad química involucraron el número de Avogadro, un término histórico íntimamente relacionado con la constante de Avogadro pero definida de otra forma: inicialmente definido por Jean Baptiste Perrin como el número de átomos en un mol de hidrógeno. Luego fue redefinido como el número de átomos en 12 gramos del isótopo carbono-12 y posteriormente generalizado para relacionar cantidades de sustancias a sus pesos moleculares. Por ejemplo, de forma aproximada, 1 gramo de hidrógeno, que tiene un número másico de 1, contiene 6,022 × 1023 átomos de hidrógeno, es decir, más de seiscientos mil trillones de átomos. De igual manera, 12 gramos de carbono-12 (número másico 12) contienen el mismo número de átomos, 6,02214 × 1023. El número de Avogadro es una magnitud adimensional y tiene el valor numérico de la constante de Avogadro, que posee unidades de medida.
La constante de Avogadro es fundamental para entender la composición de las moléculas y sus interacciones y combinaciones. Por ejemplo, ya que un átomo de oxígeno de 16 uma se combinará con dos átomos de hidrógeno de 1 uma por átomo para crear una molécula de agua (H2O) de 18 uma, de igual forma un mol de oxígeno (6,022 × 1023 átomos de O) de 16 gramos se combinará con dos moles de hidrógeno (2 × 6,022 × 1023 átomos de H) de 1 gramo cada uno para crear un mol de H2O (6,022 × 1023 moléculas de H2O) de 18 gramos de peso o 18 mililitros de volumen.

## Historia
La constante de Avogadro debe su nombre al científico italiano de principios del siglo XIX Amedeo Avogadro, quien en 1811, propuso por primera vez que el volumen de un gas (a una determinada presión y temperatura)  es proporcional al número de átomos, o moléculas, independientemente de la naturaleza del gas. El físico francés Jean Perrin propuso en 1909 nombrar la constante en honor de Avogadro. Perrin ganó en 1926 el Premio Nobel de Física, en gran parte por su trabajo en la determinación de la constante de Avogadro mediante varios métodos diferentes. También se debe a Stanislao Cannizzaro la aclaración sobre una confusión que había surgido en torno al peso atómico y la masa molecular a raíz de la resolución de un problema con la hipótesis de Avogadro.
El valor de la constante de Avogadro fue indicado en primer lugar por Johann Josef Loschmidt que, en 1865, estimó el diámetro medio de las moléculas en el aire por un método equivalente a calcular el número de partículas en un volumen determinado de gas. Este último valor, la densidad numérica de partículas en un gas ideal, que ahora se llama en su honor constante de Loschmidt, es aproximadamente proporcional a la constante de Avogadro. La conexión con Loschmidt es la raíz del símbolo L que a veces se utiliza para la constante de Avogadro, y la literatura en lengua alemana puede referirse a ambas constantes con el mismo nombre, distinguiéndolas solamente por las unidades de medida.
Originalmente se propuso el nombre de "número de Avogadro" para referirse al número de moléculas en una molécula-gramo de oxígeno (exactamente 32 gramos de dioxígeno (antiguamente oxígeno), de acuerdo con las definiciones del periodo), y este término es aún ampliamente utilizado, especialmente en la introducción de los trabajos. Véase, por ejemplo. El cambio de nombre a "constante de Avogadro" vino con la introducción del mol como una unidad básica separada dentro del Sistema Internacional de Unidades (SI) en 1971, que reconoció la cantidad de sustancia como una magnitud fundamental independiente. Con este reconocimiento, la constante de Avogadro ya no es un número puro, sino una magnitud física, asociada con una unidad de medida, la inversa de mol (mol-1) en unidades SI.
Los dígitos entre paréntesis al final del valor de la constante de Avogadro se refieren a su incertidumbre estándar (antes de que fuese definida como una constante exacta), concretamente el valor 0,000 000 27×1023 mol−1. Si bien es raro el uso de unidades de cantidad de sustancia distintas del mol, la constante de Avogadro también se puede definir en unidades como la libra-mol (lb-mol) y la onza-mol (oz-mol).
| {\displaystyle N_{A}}  | Unidad   |
| ---------------------- | -------- |
| 6,022 141 29(27)×1023  | mol-1    |
| 2,731 597 57(14)×1026  | lb mol-1 |
| 1,707 248 479(85)×1025 | oz mol-1 |

## Relaciones físicas adicionales
Debido a su papel como factor de escala, la constante de Avogadro establece un vínculo entre una serie de útiles constantes físicas cuando nos movemos entre la escala atómica y la escala macroscópica. Por ejemplo, establece la relación entre:
| Símbolo                     | Nombre                    | Valor               | Unidad      | Fórmula                                                        |
| --------------------------- | ------------------------- | ------------------- | ----------- | -------------------------------------------------------------- |
| {\displaystyle F}           | Constante de Faraday      | 96485.3383(83)      | C / mol     | {\displaystyle F=e\,N_{\rm {A}}}                               |
| {\displaystyle R}           | Constante de los gases    | 8.314472(15)        | J / (mol K) | {\displaystyle R=k_{\rm {B}}N_{\rm {A}}}                       |
| {\displaystyle m_{\rm {u}}} | Constante de masa atómica | 1.660538782(83)E-27 | g           | {\displaystyle m_{\rm {u}}={\frac {M_{\rm {u}}}{N_{\rm {A}}}}} |
| {\displaystyle N_{\rm {A}}} | Constante de Avogadro     | 6.02214076E23       | mol-1       |                                                                |
| {\displaystyle e}           | Carga elemental           | 1.602176565(35)E−19 | C           |                                                                |
| {\displaystyle k_{\rm {B}}} | Constante de Boltzmann    | 1.380649E-23        | J / K       |                                                                |
| {\displaystyle M_{\rm {u}}} | Constante de masa molar   | 1                   | g / mol     |                                                                |

## Medida

### Coulombimetría
El primer método preciso de medir el valor de la constante de Avogadro se basaba en la coulombimetría. El principio consiste en medir la constante de Faraday, F, que es la carga eléctrica transportada por un mol de electrones, y dividir por la carga elemental, e, para obtener la constante de Avogadro.

{\displaystyle N_{\rm {A}}={\frac {F}{e}}}

El experimento clásico es el de Bowers y Davis en el NIST, y se basa en la disolución de     la  plata del ánodo de una celda electrolítica, al pasar una corriente eléctrica constante I durante un tiempo conocido t . Si m es la masa de plata perdida por el ánodo y Ar el peso atómico de la plata, entonces la constante de Faraday viene dada por:

{\displaystyle F={\frac {A_{\rm {r}}M_{\rm {u}}It}{m}}}

Los investigadores del NIST desarrollaron un ingenioso método para compensar la plata que se perdía desde el ánodo por razones mecánicas, y realizó un análisis isotópico de su plata para determinar el peso atómico apropiado. Su valor para la convencional constante de Faraday es: F90 = 96485,309 C/mol, que corresponde a un valor para la constante de Avogadro de 6,0221367·1023 mol−1: ambos valores tienen una incertidumbre estándar relativa de 1.3. 10-6.

### Método de la masa de electrones
Committee on Data for Science and Technology (CODATA, Comité de Información para Ciencia y Tecnología) publica regularmente los valores de las constantes físicas para su uso internacional. En el caso de la constante de Avogadro, la determina a partir del cociente entre la masa molar del electrón Ar(e), Mu y la masa en reposo del electrón me:

{\displaystyle N_{\rm {A}}={\frac {A_{\rm {r}}({\rm {e}})M_{\rm {u}}}{m_{\rm {e}}}}}

La "masa atómica relativa" del electrón, Ar(e), es una cantidad medible directamente, y la constante masa molar Mu, es una constante definida en el sistema SI. La masa en reposo del electrón, sin embargo, se calcula a partir de otras constantes medidas:

{\displaystyle m_{\rm {e}}={\frac {2R_{\infty }h}{c\alpha ^{2}}}}

Como puede observarse en los valores de la tabla CODATA 2006, el principal factor limitante en la precisión con la que se conoce el valor de la constante de Avogadro es la incertidumbre en el valor de la constante de Planck, ya que todas las demás constantes que contribuyen al cálculo se conocen con mucha más precisión.
| Constante                          | Símbolo | Valor 2006 CODATA           | Incertidumbre estándar relativa | Coeficiente de correlación con NA |
| ---------------------------------- | ------- | --------------------------- | ------------------------------- | --------------------------------- |
| Masa atómica relativa del electrón | Ar(e)   | 5,485 799 0943(23)×10-4     | 4.2. 10–10                      | 0,0082                            |
| Constante de masa molar            | Mu      | 0,001 kg/mol                | definida                        | —                                 |
| Constante de Rydberg               | R∞      | 10 973 731,568 527(73) m−1  | 6,6×10-12                       | 0,0000                            |
| Constante de Planck                | h       | 6,626 068 96(33)×10-34 Js   | 5,0×10-8                        | –0,9996                           |
| Velocidad de la luz                | c       | 299 792 458 m/s             | definida                        | —                                 |
| Constante de estructura fina       | α       | 7,297 352 5376(50)×10-3     | 6,8×10-10                       | 0.0269                            |
| Constante de Avogadro              | NA      | 6,022 141 79(30)×1023 mol−1 | 5,0×10-8                        | 1                                 |

### Método de la densidad del cristal por rayos X

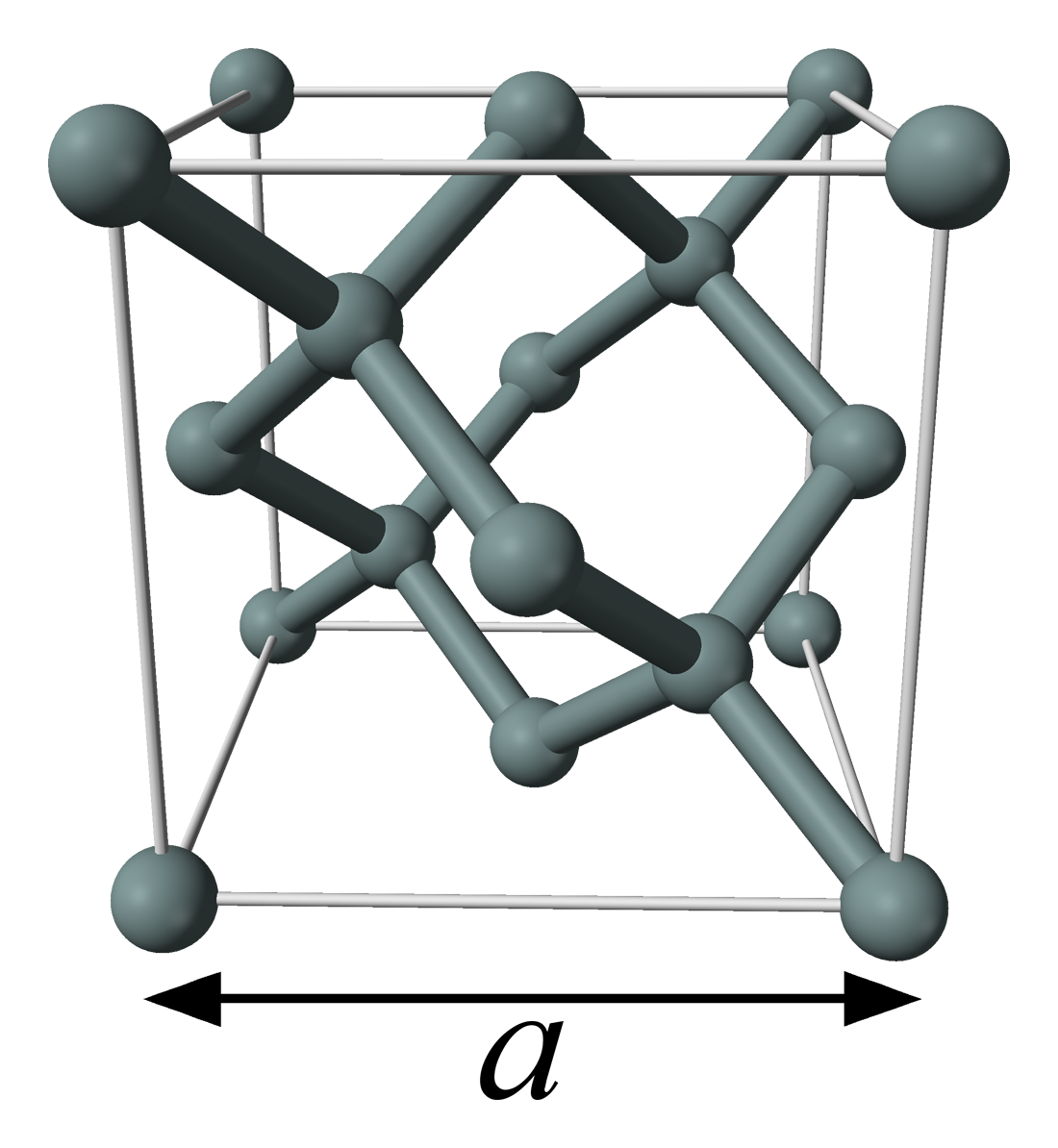
Modelo de bolas y varillas de la celda unidad de silicio. Experimentos de difracción de rayos X pueden determinar el parámetro de la celda,a, que a su vez puede utilizarse para calcular el valor de la constante de Avogadro.

Un método moderno para calcular la constante de Avogadro es utilizar la relación del volumen molar, Vm, al volumen de la celda unidad, Vcell, para un cristal sencillo de silicio:

{\displaystyle N_{\rm {A}}={\frac {8V_{\rm {m}}({\rm {Si}})}{V_{\rm {cell}}}}}

El factor de ocho se debe a que hay ocho átomos de silicio en cada celda unidad.
El volumen de la celda unidad se puede obtener por cristalografía de rayos X; como la celda unidad es cúbica, el volumen es el de un cubo de la longitud de un lado (conocido como el parámetro de la celda unidad, a). En la práctica, las medidas se realizan sobre una distancia conocida como d220(Si) que es la distancia entre los planos indicada por el índice de Miller {220}, y es igual a a/√8. El valor CODATA2006 para d220(Si) es 192.015 5762(50) pm, con una incertidumbre relativa de 2.8. 10–8, correspondiente a un volumen de celda unidad de 1.601 933 04(13). 10–28 m³.
La composición isotópica proporcional de la muestra utilizada debe ser medida y tenida en cuenta. El silicio presenta tres isótopos estables - 28Si, 29Si, 30Si - y la variación natural en sus proporciones es mayor que otras incertidumbres en las mediciones. La Masa atómica Ar para un cristal sencillo, puede calcularse ya que las masas atómicas relativas de los tres núclidos se conocen con gran exactitud. Esto, junto con la medida de la densidad ρ de la muestra, permite calcular el volumen molar Vm que se encuentra mediante:

{\displaystyle V_{\rm {m}}={\frac {A_{\rm {r}}M_{\rm {u}}}{\rho }}}

donde Mu es la masa molar. El valor CODATA2006 para el volumen molar del silicio es 12.058 8349(11) cm³/mol, con una incertidumbre estándar relativa de 9.1. 10–8.
A partir de los valores CODATA2006 recomendados, la relativa incertidumbre en la determinación de la constante de Avogadro por el método de la densidad del cristal por rayos X es de 1,2. 10-7, cerca de dos veces y media mayor que la del método de la masa del electrón.